# Дризен, Василий Васильевич
Барон Василий Васильевич Дризен (нем. Heinrich Albert Wilhelm Freiherr von der Oest genannt Driesen; 1789—?) — русский военачальник, генерал-майор (1828).

## Биография
Родился в 1789 году. Сын барона Василия Карловича Дризена.
В службу вступил 27 января 1811 года прапорщиком лейб-гвардии Драгунского полка. Участвовал в Отечественной войне 1812 года, в том числе в Бородинском сражении. Затем участвовал в схватке с неприятелем под Можайском, в сентябре — при деревнях Шараповой, Гориной, Бурцевой. 6 ноября 1812 года под Красным Василий Дризен получил контузию в шею, после сражения на Березине — был награждён орденом Святой Анны 4-й степени. В 1814 году он, в чине поручика, с полком вошёл в Париж.
После разгрома Наполеона был переведён в лейб-гвардии Подольский кирасирский полк, где 4 октября 1819 года произведён в полковники. В 12.06.1826 — 10.05.1828 был командиром Польского уланского полка, с 10 мая 1828 года — генерал-майор с назначением командиром 1-й бригады 3-й Кирасирской дивизии. Участвовал в 1831 году в подавлении польских мятежников.
Был уволен по болезни по собственному прошению 18 октября 1833 года в возрасте 44 лет, с мундиром и пенсионом одной трети оклада.
Жена — Варвара Ивановна, дочь помещика Киевской губернии надворного советника Красовского, детей на момент увольнения не было.
Дата смерти неизвестна.

## Награды
- Орден Святой Анны 4-й степени (21 декабря 1812)
- Золотая сабля «За храбрость» (3 июня 1813)
- Орден Святого Владимира 4-й степени с бантом (3 июня 1813)
- Орден Святой Анны 2-й степени (15 сентября 1813, с алмазами 18 сентября 1816)
- Орден Святого Станислава 1-й степени (15 июня 1830)
- Орден Святой Анны 1-й степени (9 апреля 1831)
- Орден Святого Владимира 3-й степени (11 сентября 1831)
- Орден Святого Георгия 4-й степени за 25 лет беспорочной службы (16 декабря 1831, № 4553 по кавалерскому списку Григоровича — Степанова)
- Гессен-кассельский Орден Железного шлема (8 июля 1815)
- Прусский Знак отличия Железного креста (1816)